# Ward Crane
Ward Crane (Albany, 18 maggio 1890 – Saranac Lake, 21 luglio 1928) è stato un attore statunitense che lavorò nel cinema esclusivamente all'epoca del muto.
Morì prematuramente all'età di 38 anni di polmonite. Il suo ultimo film fu Honeymoon Flats, uscito nel novembre 1928, quattro mesi dopo la sua morte.

## Filmografia
- The Glow Worm - cortometraggio (1913)
- The Dark Star, regia di Allan Dwan (1919)
- Soldiers of Fortune, regia di Allan Dwan (1919)
- La fortuna dell'irlandese (The Luck of the Irish), regia di Allan Dwan (1920)
- The Yellow Typhoon, regia di Edward José (1920)
- Harriet and the Piper, regia di Bertram Bracken (1920)
- The Scoffer, regia di Allan Dwan (1920)
- In the Heart of a Fool, regia di Allan Dwan (1920)
- The Frisky Mrs. Johnson, regia di Edward Dillon (1920)
- Something Different, regia di R. William Neill (1920)
- Heedless Moths, regia di Robert Z. Leonard (1921)
- French Heels, regia di Edwin L. Hollywood (1922)
- Destiny's Isle, regia di William P.S. Earle (1922)
- No Trespassing, regia di Edwin L. Hollywood (1922)
- La rosa di Broadway (Broadway Rose), regia di Robert Z. Leonard (1922)
- The Famous Mrs. Fair, regia di Fred Niblo (1923)
- L'onestà vittoriosa (Within the Law), regia di Frank Lloyd (1923)
- The Meanest Man in the World, regia di Edward F. Cline (1923)
- Pleasure Mad, regia di Reginald Barker (1923)
- Enemies of Children, regia di Lillian Ducey e John M. Voshell (1923)
- Gambling Wives, regia di Dell Henderson (1924)
- La palla nº 13 (Sherlock Jr.), regia di Buster Keaton (1924)
- Il pane quotidiano (Bread), regia di Victor Schertzinger (1924)
- Empty Hands, regia di Victor Fleming (1924)
- The Million Dollar Handicap, regia di Scott Sidney (1925)
- The Mad Whirl, regia di William A. Seiter (1925)
- The Crimson Runner, regia di Tom Forman (1925)
- Il prezzo del potere (The Price of Pleasure), regia di Edward Sloman (1925)
- Il fantasma dell'opera (The Phantom of the Opera)
- How Baxter Butted In, regia di William Beaudine (1925)
- Classified, regia di Alfred Santell (1925)
- Peacock Feathers, regia di Svend Gade (1925)
- Borrowed Finery, regia di Oscar Apfel (1925)
- Under Western Skies, regia di Edward Sedgwick (1926)
- The Flaming Frontier, regia di Edward Sedgwick (1926)
- The Blind Goddess, regia di Victor Fleming (1926)
- The Sporting Lover, regia di Alan Hale (1926)
- The Boy Friend, regia di Monta Bell (1926)
- Risky Business, regia di Alan Hale (1926)
- That Model from Paris, regia di Louis J. Gasnier (1926)
- Music-Hall (Upstage), regia di Monta Bell (1926)
- Il manto di ermellino (The Lady in Ermine), regia di James Flood (1927)
- The Auctioneer, regia di Alfred E. Green (1927)
- Down the Stretch, regia di King Baggot (1927)
- The Beauty Shoppers, regia di Louis J. Gasnier (1927)
- The American, regia di James Stuart Blackton (1927)
- The Rush Hour, regia di E. Mason Hopper (1927)[2][3]
- Honeymoon Flats, regia di Millard Webb (1928)